# A642 (motorväg, Grekland)
A642 är en 2 km lång motorväg i Grekland som går i Aten och ansluter mellan motorvägarna A6 och A62.